# Nebbia rossa
Nebbia rossa (Red Mist) è un romanzo della scrittrice statunitense Patricia Cornwell pubblicato nel 2011.

## Trama
Kay Scarpetta deve incontrare alla Georgia Prison for Women una detenuta colpevole di reati sessuali e madre di un diabolico killer. Kay è determinata a far parlare la donna per scoprire che cosa è davvero successo al suo vice, Jack Fielding, ucciso sei mesi prima. È una ricerca personale e anche professionale, dal momento che Kay sta seguendo un'indagine che riguarda una serie di macabri crimini che lei è convinta abbiano a che fare anche con la morte di Jack Fielding. L'uccisione di un'intera famiglia a Savannah, una giovane donna nel braccio della morte e una catena di altre morti inspiegabili sembrano essere tutti collegati fra loro. Ma chi c'è dietro tutto questo e perché? Kay Scarpetta scopre presto che questo è solo l'inizio di qualcosa di più terribile: un complotto terroristico internazionale. E lei è l'unica che può fermarlo.

## Edizioni
- Patricia Cornwell, Nebbia rossa, Arnoldo Mondadori Editore, 2012, ISBN 978-88-04-61480-7.